# Geelkapwever
De geelkapwever (Ploceus dorsomaculatus) is een zangvogel uit de familie Ploceidae (wevers en verwanten).

## Verspreiding en leefgebied
Deze soort komt voor van zuidelijk Kameroen tot Gabon, de Centraal-Afrikaanse Republiek en noordoostelijk Congo-Kinshasa.